# Zhang Chongren
Zhang Chongren ou Chang Ch'ung-jen (张充仁, Xujiahui, 1907 —  Paris, 8 de Outubro 1998), foi um artista e escultor chinês. É conhecido no Ocidente pela sua colaboração na série As Aventuras de Tintim, no álbum O Lótus Azul, quando então se tornou amigo e uma grande influência na vida do quadrinista belga Hergé. Nessa época, Zhang era estudante de artes em Bruxelas. Hergé criou o personagem Tchang Chong-Chen, amigo de Tintim em O Lótus Azul, inspirado em seu amigo chinês.
Depois dessa experiência, Hergé começou a pesquisar obsessivamente para sua histórias, evitando incorrer em estereótipos sobre os povos estrangeiros que apareciam nas aventuras de Tintim.
Terminada a colaboração com Hergé, Zhang perdeu o contato com ele. Após a guerra, Hergé o procurou incansavelmente e chegou a viajar à China, mas não obteve notícias do seu amigo. Os dois só se reencontrariam em 1981, graças a um jornalista que localizou Zhang. Hergé já estava doente e viria a falecer poucos anos depois.